# 相互館110タワー
相互館110タワー（そうごかん いちいちまるタワー）は、東京都中央区京橋三丁目1番に建つテナントビルである。第一生命保険が所有しており、1921年竣工の「第一相互館」、1971年竣工の「第一生命相互館」に次ぐ3代目として2012年に竣工した。建物名の「110」は第一生命保険110周年を記念したものであり、階数や高さなど建物の規模を示すものではない。本項では「第一相互館」、「第一生命相互館」についてもあわせて述べる。

## 相互館110タワー
3代目となる建物は2010年7月に着工。先代の建物同様、施工は清水建設が担当した。「新旧ハイブリッド」をコンセプトとし、辰野金吾の設計による初代の第一相互館をイメージする尖塔と、関東大震災でも損壊することのなかった耐震性能を踏襲する。
建物名称は2011年に、「相互館110タワー」に決定した。「110」には第一生命保険110周年、そして次の110年への思いが込められている。テナントには「イトーキ東京イノベーションセンター」、マイナビ京橋オフィス、東洋インキSCホールディングス、結婚式場の「アンジェリオン オ プラザ TOKYO」などが入居している。中央通りと鍛冶橋通りの交わる京橋交差点に面し、鍛冶橋通りの向かいには第一生命が出資する第一ビルディングが所有する京橋創生館、斜向かいには京橋第一生命ビルが建つ。

## 第一相互館

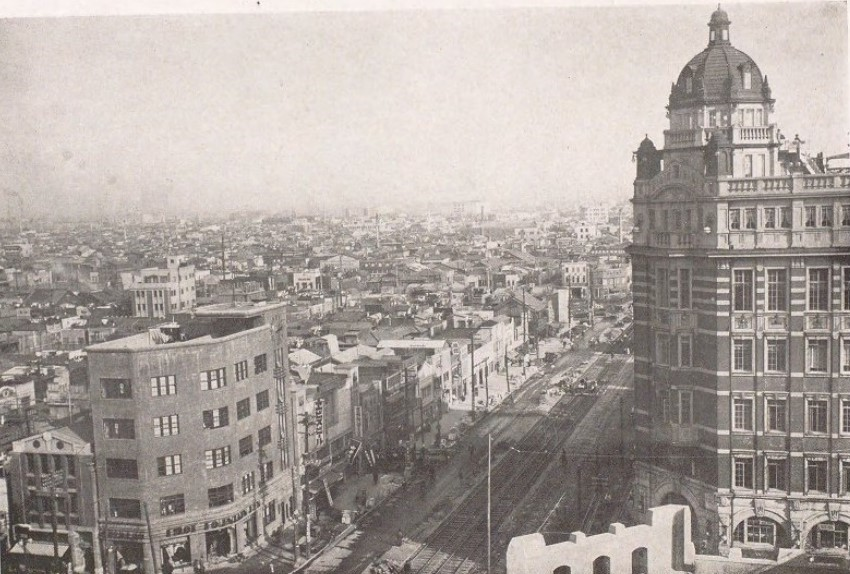
震災後の京橋と第一相互館（右）

第一生命保険は、1902年（明治35年）に日本初の相互会社として設立された。中央通りと鍛冶橋通りの交差点の南側の土地に第一相互館の建設が具体化したのは1911年のことで、当時は南伝馬町3丁目の地名で商家や民家の立ち並ぶ一角であった。第一生命創業者の矢野恒太は、日本銀行本店や東京駅を設計した辰野金吾に相談を持ちかけ、1914年（大正3年）に設計図が仕上がった。地上7階建てで、5・6階に第一生命の事務所が入り、2～4階は貸事務所、1階は貸店舗とされた。自社は上層階に入り、手狭になったら順次下の階に事務所を広げる狙いがあった。そのため、1階から4階まで百貨店とする案は実現しなかった。
1915年5月25日に起工式を実施。鉄骨工事は高田商会が請け負い、その他の工事は清水組（現 清水建設）が担当した。1918年1月の完成を目指していたが、第一次世界大戦による建築材料不足のため工期は大幅に遅れた。当時は日本国内で鉄骨を賄うことができなかったため、イギリスのドルマン・ロング社に発注したが、鉄骨を積んだ八阪丸がドイツの潜水艦の攻撃を受け地中海に沈むトラブルもあった。1917年に鉄骨が組みあがり、工事は清水組の手に移ったが、資材の高騰と人手不足は続いており、請負方式を清算し、清水組の協力の下、直営工事に切り替えた。1919年には、本館の完成を見ることなく辰野金吾がスペイン風邪で急逝。当時辰野が手掛けていた建築物は、本館のほか大阪市中央公会堂があった。
総工費200万円、着工から6年近くの歳月を経て1921年3月31日に新築披露式典が行われた。外観は辰野の意匠により、地上3階窓台まで常陸産御影石積み、6階軒蛇腹まで化粧煉瓦張り、7階以上は人造石塗り仕上げとされた。高さは7階の小壁まで百三尺（約31.2m）、塔屋頂部まで百五十尺（約45.4m）で、この付近で最も高い建物であった。1919年に制定された市街地建築物法では百尺の高さ制限が設けられたため、これをわずかに上回る本館は、高さ制限が撤廃されるまでの約40年間、京橋周辺で一番の高さを誇った。館内には1階から7階まで、スウェーデンから輸入したステンドグラスを使用した吹き抜けが設けられ、玄関の回転ドアや各室のコンクリート製防火戸、メールシュートや真空掃除機など当時としては斬新な設備が導入された。日本橋から第一生命の本社が移転したのは、同年4月11日である。1階には東京菓子製造（のちの明治製菓）のコーヒースナック、山一證券、洋書店の日独商会、理髪店、カメラ店、テーラー、用地買収前からこの地で営業していた鰹節の板倉屋などが入居した。店舗の募集には夜間も営業することが条件とされ、このため従業員の居住用に中二階が設けられている。7階には西欧風のレストラン「東洋軒」、中二階には料亭「竹葉亭」が店を構え、寺田寅彦ら多くの常連を集めた。
1923年9月1日に発生した関東大震災では倒壊を免れた。1階ホールには付近の住民が避難し、扉を閉めることができなかった。その夜、日本橋・永代橋・銀座の3方向から上がった火の手は避難民が持ち込んだ荷物に引火し、エレベーターシャフトを通って7階の東洋軒、次いで6階事務室を焼いた。皇太子（のちの昭和天皇）が、被害状況の視察のため本館の塔屋に立ったことから、塔屋のドームは「お立ち台」と呼ばれるようになった。帝都復興院は本館を残存建物に指定。3年がかりで修復が行われた。
昭和に入ると、業容の拡大により事務所が手狭になり、新本社建設の必要が生じた。日比谷の警視庁跡の払い下げを受け、1932年に新本社の建設に着手、1938年に第一生命館を完成させた。第一相互館の空室になったフロアには大日本麦酒が入居した。東京大空襲において、第一相互館は軽微な被害で済んだものの、第一生命館はGHQの接収を受けた。72時間以内の撤収を命じられる中、第一相互館のテナントの朝日麦酒は「自分たちは引き払うからここを使ってくれ」と申し入れ、1952年夏の接収解除まで第一生命は再び第一相互館に本社を置くこととなった。
1961年に内藤多仲が実施した強度診断では「この先50年は大丈夫」との結果であったが、設備の古さと、建築基準法改正でより効率的な高層建築が可能になったことから建替えを決断。明治村への移転や保存を求める声もあったが、1969年5月13日に、第一生命により解体式が行われた。

## 第一生命相互館
2代目となる第一生命相互館は、横連窓の外観と四角形の塔屋を持つ地上14階、地下3階の建物で、1971年に竣工。1階に小田急の旅行案内所と眼科医院、1階から2階にかけて三井銀行と十八銀行、3階に北辰化学工業、4階から9階にかけて第一生命東京中央支社、10階から14階にかけては朝日麦酒が入居した。賃貸オフィスビルとして機能したのち、2009年に解体された。